# Jan Kromkamp
Jan Kromkamp (ur. 17 sierpnia 1980 w Makkinga) – holenderski piłkarz grający na pozycji obrońcy.

## Kariera klubowa
Kromkamp zaczynał karierę w klubie o nazwie AGOVV Apeldoorn. W 1998 roku przeszedł do silniejszej drużyny, Go Ahead Eagles z Deventer, gdzie zadebiutował w Eerste divisie 12 września 1998 roku. Po 2 latach gry w tym klubie trafił do pierwszoligowego AZ Alkmaar. W roku 2000 był to jeszcze ligowy średniak w Holandii. Jednak Kromkamp razem z partnerami spowodowali, że AZ Alkmaar stał się drużyną, która może powalczyć z „Wielką Trójką” Ajaksem, PSV Eindhoven i Feyenoordem. Ten prawy obrońca z Alkmaar w sezonie 2004–2005 zdołał nawet awansować do półfinału Pucharu UEFA. Świetna dyspozycja tego zawodnika zaowocowała w lecie 2005 transferem do silniejszej ligi, mianowicie Primera División, a kupił go za 6 milionów euro Villarreal CF. W przerwie zimowej w sezonie 2005/2006 Kromkamp przeszedł do klubu angielskiej Premiership Liverpool w ramach wymiany za hiszpańskiego zawodnika Josemiego. Po nieudanym epizodzie w Liverpoolu Kromkamp zdecydował się w sierpniu 2006 związać pięcioletnim kontraktem z PSV Eindhoven. Kwota odstępnego jaką holenderski klub zapłacił Liverpoolowi nie jest znana. W 2007 roku z PSV wywalczył swoje pierwsze w karierze mistrzostwo Holandii. Zawodnikiem PSV był do 2011 roku. Następnie występował w Go Ahead Eagles, gdzie w 2013 roku zakończył karierę.

## Kariera reprezentacyjna
W reprezentacji Holandii zadebiutował u Marco van Bastena 18 sierpnia 2004 roku w zremisowanym 2-2 meczu z reprezentacją Szwecji. W latach 2004–2006 w drużynie narodowej rozegrał 11 spotkań.